# Шмацфельд
Шмацфельд (нем. Schmatzfeld) — община в Германии, в земле Саксония-Анхальт.
Входит в состав района Вернигероде. Подчиняется управлению Нордхарц. Население составляет 355 человек (на 31 декабря 2006 года). Занимает площадь 6,22 км².

## География

### Местоположение
Деревня примерно в 6 милях к северу от района города Вернигероде на федеральном шоссе 244.